# Wappen Naurus
Das nauruische Staatswappen ist neben der Staatsflagge eines der beiden amtlichen Hoheitszeichen des Inselstaates. Der Entwurf des Wappens von Nauru stammt aus dem Jahr 1968 nach der Unabhängigkeitserklärung; offiziell begann man es Anfang der 1970er Jahre zu benutzen.

## Beschreibung
Der Schild ist geteilt und unten  gespalten. 
- Oben in Gold auf gewebter Unterlage das silberne chemische Zeichen für Phosphor.
- Im unteren heraldisch rechten (vom Betrachter aus linken) silbernen Feld ein auf einer roten Krücke sitzender schwarzer Fregattvogel über fünf blauen Meereswellen.
- Im linken unteren blauen Feld  ein Zweig Tomanoblüten.

Der zu den Seiten ausgebogene Schild ist von goldenen Schnüren geziert. Zu den Seiten Armaturen aus Palmwedeln, Federn des Fregattvogels und Haifischzähne. 
Ein zwölfstrahliger silberner Stern auf dem oberen Schildrand ist der Flagge entnommen. Das schwebende silberne Band mit schwarzen Majuskeln trägt den Inselnamen in mikronesischem Nauruisch: Naoero. 
Das silberne Band unter dem Schild trägt den englischsprachigen Wahlspruch der Republik Nauru in schwarzen Majuskeln: God’s Will First („Gottes Wille zuerst“).

## Symbolik
Der gewebte Untergrund symbolisiert die Bevölkerung Naurus, der Fregattvogel die dortige Fauna und der Tomanozweig die Flora; das chemische Zeichen für Phosphor die Förderung von Phosphaten.
Der Schild ist umgeben von Abzeichen der Häuptlinge, die sie zu Feierlichkeiten trugen – Schnüre aus Palmwedeln, Federn des Fregattvogels und Haifischzähne. 